# Кушлин (село)
Кушлин (укр. Кушлин) — село в Кременецкой городской общине Кременецкого района Тернопольской области Украины.
Код КОАТУУ — 6123482003. Население по переписи 2001 года составляло 840 человек.

## Географическое положение
Село Кушлин находится на берегу реки Горынька,
выше по течению примыкает село Горынка,
ниже по течению примыкает село Иванковцы.

## История
- 1445 год — дата основания.

## Объекты социальной сферы
- Школа I—II ст.
- Клуб.
- Фельдшерско-акушерский пункт.